# Filtrati
Filtrati S.p.A. era una società italiana che operava nel settore del tabacco, principale fornitore di Ente Tabacchi Italiani.

## Storia
Filtrati S.p.A. nasce nel 1969 come joint venture tra Azienda Tabacchi Italiani S.p.A. e Cigarette Components Ltd per la produzione di filtri per sigarette.
Aveva due stabilimenti produttivi, a Rovereto ed a Salerno, in cui si producevano filtri destinati alle sigarette dei marchi del Monopolio Italiano, detenuti da ATI. A Rovereto si fabbricavano anche tamponi per pennarelli.
Nel 2001, ATI (49%) e Finmeccanica (2%) cedono le loro quote di Filtrati S.p.A. a Cigarette Componentes Ltd - Filtrona Uk. Contestualmente al passaggio di proprietà, Filtrati S.p.A. diventa Filtrona Italia S.p.A.
Nel 2004, la proprietà decide di dismettere il sito produttivo di Rovereto (139 dipendenti), nonostante garantisse un fatturato annuo di 25 milioni di euro, nonché 4/5 milioni di utili: Filtrona International motiva la chiusura dello stabilimento con la scadenza dell'accordo di fornitura di filtri per sigarette a British American Tobacco (ex ETI), i sindacati imputano tale scelta all'acquisizione, da parte della casa madre, di un'azienda svizzera che, in sostanza, svolge le stesse attività in essere a Rovereto, da cui la decisione di chiudere il sito italiano.
Nel Gennaio 2014 chiude anche il sito di Salerno